# علي النميري
علي النميري ( 1956-7 مارس 2013)  كان نائب رئيس الاتحاد الطبي العربي ، ونائب رئيس كلية الجراحين الدولية ، ورئيس قسم الإمارات العربية المتحدة ICS ، ورئيس جمعية جراحة التجميل - جمعية الإمارات الطبية. مدير عام ورئيس قسم الجراحة التجميلية والتجميلية. مستشفى الخليج التخصصي - دبي
علي النميري من مواليد 1956. وهو أول جراح تجميل إماراتي متخصص في هذا المجال. كان جراح و جراح تجميلي.

## المهنة
بعد تخرجه من جامعة القاهرة عام 1979 ، بدأ العمل في دائرة الصحة والخدمات الطبية في حكومة دبي. كان لديه مهنة نشطة منذ 1980. عمل في مستشفيات مختلفة في ليون بفرنسا ، حيث درس الترميم والجراحة الدقيقة وزرع الأعضاء وجراحة الوجه والفكين والجراحة التجميلية. بعد أربع سنوات عاد إلى دائرة الصحة والخدمات الطبية في دبي كمسجل في عام 1990 وتمت ترقيته إلى استشاري جراحة التجميل ورئيس وحدة جراحة التجميل والحروق في وزارة الصحة والخدمات الطبية. كان مؤسس ورئيس جمعية الجراحة التجميلية لجمعية الإمارات الطبية.

## الوفاة
في 7 مارس 2013 ، في حوالي الساعة 9:35 مساءً أثناء عودته إلى المنزل على دراجته النارية ، صُدم النميري وقتل على يد سائق يشتبه في أنه كان قاطعاً الإشارة الحمراء. قدم حاكم دبي التعازي لأسرته.

## روابط خارجية
- مؤتمر الجروح الدولي MEBO https://web.archive.org/web/20120325161648/http://en.mebo.com/Article/ShowInfo.asp؟ معرف المعلومات = 406
- المجلة الدولية لجراحة التجميل http://www.ijcs.org/about/editor.php
- أخبار الاتحاد http://www.alittihad.ae/details.php؟id=48288&y=2011
- الكلية الدولية للجراحين https://web.archive.org/web/20110723112108/https://www.icsglobal.org/members/mem_intnl_officers.asp
- قطع لإعطاء دفعة لتقدير الذات جلف نيوز http://gulfnews.com/news/gulf/uae/health/a-cut-to-give-a-lift-to-self-esteem-1.43088
- محرك دولة الإمارات العربية المتحدة للصحة المستقبل أريبيان بزنس http://www.arabianbusiness.com/uae-s-drive-for-healthier-future-17327.html
- المؤتمر العلمي السنوي الثاني للصحة الإلكترونية https://web.archive.org/web/20120328112731/http://ehealth.hbmeu.ac.ae/Program/KeynoteAddresses/PhysiciansProspective.aspx
- رحلة رائعة ، حصاد عظيم https://web.archive.org/web/20120325161656/http://en.mebo.com/Article/ShowInfo.asp؟ معرف المعلومات = 353

- الجمال
- gshdubai